# Stéfanos Dragúmis
Stéfanos Dragúmis (em grego: Στέφανος Δραγούμης; 1842 — 1923) foi um político da Grécia. Ocupou o cargo de primeiro-ministro da Grécia entre 31 de Janeiro de 1910 a 18 de Outubro de 1910.